# Campénéac
Campénéac en idioma francés y oficialmente, Kempenieg en bretón,  es una localidad y comuna francesa en la región administrativa de Bretaña, en el departamento de Morbihan. 
Sus habitantes reciben el gentilicio en idioma francés de Campénéacois(es).

## Demografía
| 1446 | 1399 | 1356 | 1305 | 1406 | 1464 |
| Para los censos de 1962 a 1999 la población legal corresponde a la población sin duplicidades (Fuente: INSEE [Consultar]) |      |      |      |      |      |

## Lugares de interés
- Castillo de Trécesson, del siglo XV, clasificado monumento histórico.